# Aeroportul Matamata
Aeroportul Matamata (IATA: MTA, ICAO: NZMA) este un aeroport din Matamata⁠(d), Matamata-Piako District⁠(d), Waikato⁠(d), Noua Zeelandă ce deservește zona Matamata⁠(d). A fost numit după zona deservită.
aeroportul dispune de o singură pistă.